# Григорово (Мосальський район)
Григорово (рос. Григорово) — присілок в Мосальському районі Калузької області Російської Федерації.
Населення становить 6 осіб. Входить до складу муніципального утворення Присілок Гачки.

## Історія
Від 2004 року входить до складу муніципального утворення Присілок Гачки.

## Населення
| 2002 | 2010 |
| ---- | ---- |
| 9    | ↘6   |